# 아비 바르부르크
아비 모리츠 바르부르크(독일어: Aby Moritz Warburg, 1866년 6월 13일~1929년 10월 26일)는 독일의 미술사학자이자 문화 이론가이다.

## 생애와 연구
아비 바르부르크(Aby Warburg)는 1866년 6월, 함부르크의 유대인 은행가 모리츠 바르부르크의 장남으로 태어났다. 은행가나 의사가 되라는 부친의 말을 거역하고 본 대학교에서 미술사와 역사, 고고학을 전공하며 카를 위스티의 미술사, 헤르만 우제너의 고대 종교사, 카를 람프레히트의 심리학적 문화사 강의를 들었다. 1891년 스트라스부르 대학교에서 〈산드로 보티첼리의 〈비너스의 탄생〉과 〈봄〉: 이탈리아 초기 르네상스 시대 고대 표상에 관한 연구〉로 박사학위를 받은 뒤 피렌체에 체류하며 1895년 〈1589년 막간극을 위한 연극 의상〉을 발표했다. 1896년부터 1897년 북아메리카 인디언 구역을 여행하며 “어느 시대에나 존재하는 원시적 인간의 불멸성”을 실증했다. 1906년에는 브레슬라우 대학교, 1912년에는 할레 대학교 교수직을 제의받았으나 거절하고 독립 연구자의 길을 걸었다. 1914년 1차 세계 대전 발발 후 전쟁 관련 기사를 스크랩하고 팸플릿 등을 수집하며 전쟁 소식에 몰두하다, 1918년 피해망상을 동반한 정신 착란으로 병원에 이송된 뒤 1921년부터 1924년 8월까지 크로이츠링겐 벨뷔 요양원에서 치료를 받았다. 1926년 바르부르크 문화학 도서관을 개관하고 강연과 전시, 출판 등의 학술 활동을 벌였다. 1927년부터 〈이미지 아틀라스 므네모시네〉 프로젝트에 매달리다 1929년 10월 심장 발작으로 함부르크 자택에서 사망했다.
바르부르크는 하인리히 뵐플린으로 대변되는 19세기 말의 형식주의 미술사에 반대하며 이미지가 인간 활동의 총체와 분리될 수 없음을 전제한 ‘이미지학(Bildwissenschaft)’을 개진한 독립 연구자다. 이 이미지학은 미술 작품만이 아니라 인간이 만든 모든 종류의 이미지를 연구 대상으로 삼았고, 심리학, 종교학, 고고학, 역사학, 철학, 민족학, 인류학 등 여러 분야의 방법을 함께 동원했다. 그가 설립한 바르부르크 문화학 도서관은 후에 런던으로 이주해 바르부르크 연구소(The Warburg Institute)로 개편되어 에르빈 파노프스키, 프리츠 작슬, 에른스트 곰브리치 등이 전개한 르네상스 연구의 기반이 되기도 했다. 바르부르크의 학제적 방식은 현대 시각문화연구와 도상학의 선구로 평가되며, 오늘날에도 그의 연구는 미술사와 시각문화 및 여러 인접 학문을 다루는 학자들에게 큰 영감을 주고 있다. 곰브리치는 바르부르크의 전기를 저술하여 그의 학문적 업적을 조망했으며, 이미지 연구자 조르주 디디위베르만은 ‘잔존’, ‘파토스포멜(Pathosformel)’과 같은 바르부르크의 개념을 통해 전통적인 문헌학적 연구 범위를 넘어서는 새로운 미술사를 제안하기도 했다.

## 저서
- 《뱀 의식: 북아메리카 푸에블로 인디언 구역의 이미지들》, 김남시 옮김, 읻다, 2021.

### 평전
- 에른스트 곰브리치, 《Aby Warburg: An Intellectual Biography》, The Warburg Institute, London, 1970.
- 다나카 준, 《아비 바르부르크 평전: 이미지 역사가 아비 바르부르크의 광기와 지성의 연대기》, 김정복 옮김, 휴먼아트, 2013.